# Alois Heinrich Priechenfried
Alois Heinrich Priechenfried (* 25. Juni 1867 in Wien, Pfarre Gumpendorf; † 24. März 1953 in Wien Rudolfstiftung) war ein österreichischer Porträtmaler des Naturalismus und ausgebildeter Vergolder. Zu seiner Zeit erfuhr der Künstler hohe Anerkennung für seine Porträts von Rabbinern.

## Leben

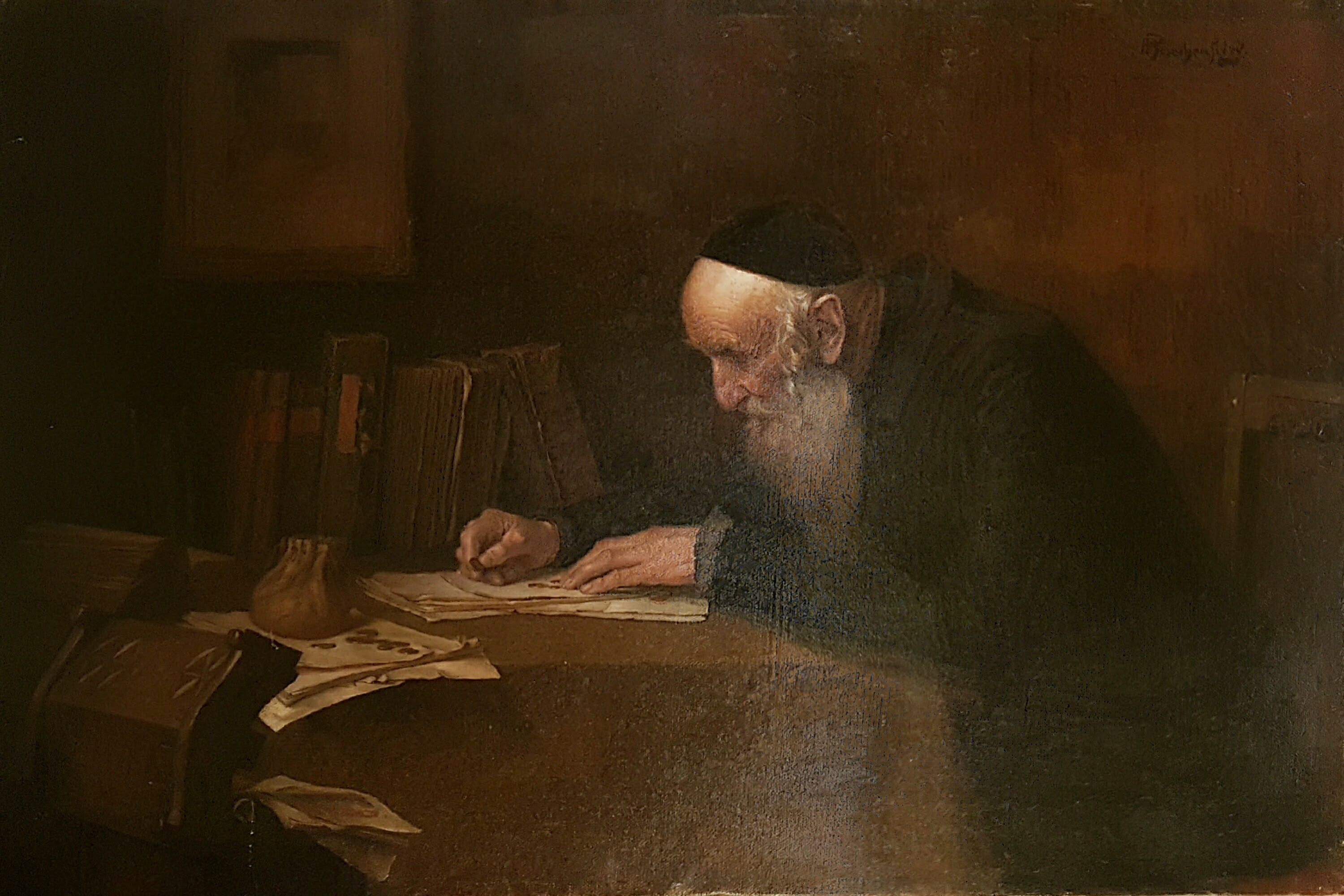
Ein Rabbi bei der Tagesabrechnung, Wien, Privatbesitz

Priechenfried arbeitete ab dem Jahr 1881 als Vergolder in dem Betrieb seines Vaters, Alois Michael Priechenfried (1843–1925). Seine künstlerische Ausbildung absolvierte der Katholik als Gaststudent von 1884 bis 1885 an der Wiener Akademie der bildenden Künste unter dem Professor Christian Griepenkerl. Nach mehreren Aufenthalten in München lebte er bis zu seinem Tod am Kauerhof in der Diefenbachgasse 12 im 15. Wiener Gemeindebezirk. Am 28. Juni 1896 wurde Alois Heinrich Priechenfried das Bürgerrecht der Stadt Wien verliehen. Bei der Firma Werks- und Rohstoffgenossenschaft der Vergolder Wien wurde Alois Heinrich Priechenfried am 22. April 1902 als Vorstandsmitglied mit statutenmäßigen Firmierungsrechten eingetragen. Gemeinsam mit seiner Ehefrau Emilie Amelia Priechenfried hatte der Maler acht Kinder. Im Alter von 73 Jahren feierte das Ehepaar im Eisenbahnerheim Wien das Fest der goldenen Hochzeit.